# Histeria masculina
No século XIX e no início do século XX, a histeria era um diagnóstico psiquiátrico comum, feito principalmente em mulheres. A existência e a natureza de uma suposta histeria masculina (histeria masculina) foi tema de debate por volta do fim do século. Acreditava-se originalmente que homens não podiam sofrer de histeria por não possuírem útero. Essa crença foi abandonada no século XVII ao se identificar o cérebro ou a mente, e não os órgãos reprodutivos, como causa raiz da histeria. Durante a Primeira Guerra Mundial, homens histéricos eram diagnosticados com choque de trincheira ou neurose de guerra, termos que mais tarde influenciaram as teorias modernas sobre transtorno de estresse pós-traumático. A noção de histeria masculina foi inicialmente associada ao transtorno pós-traumático conhecido como coluna ferroviária; depois, passou a vincular-se à neurose de guerra.

## História
Na segunda metade do século XIX, a histeria já estava bem estabelecida como diagnóstico para certos transtornos psiquiátricos. Embora a explicação anatômica original da histeria, o chamado útero errante, já tivesse sido abandonada, o diagnóstico continuava associado – por estereótipos de gênero – à sexualidade feminina na mente dos médicos.:24 Em 1866, juntou-se ao diagnóstico de histeria uma condição de sintomas muito semelhantes: a coluna ferroviária, um transtorno nervoso causado por testemunhar os acidentes gerados pelas perigosas ferrovias da época. John Eric Erichsen, que primeiro identificou a coluna ferroviária, rejeitou explicitamente o diagnóstico de histeria para seus pacientes. Ele argumentou que era irrazoável diagnosticar homens com histeria, “esse termo [sendo] empregado apenas para encobrir a falta de conhecimento preciso sobre o verdadeiro estado patológico”.:25 Herbert Page, em contraste, advogou pelo rótulo de histeria, considerando o que Erichsen chamava de coluna ferroviária um transtorno funcional demasiado semelhante à histeria para justificar um diagnóstico separado.:438
A situação começou a mudar gradualmente: em 1859, Paul Briquet observou que “víamos pouca histeria em homens porque não queríamos vê-la”,:193 e entre 1875 e 1902 cerca de trezentos artigos médicos foram dedicados ao tema da histeria masculina, além de dezenas de dissertações.:180

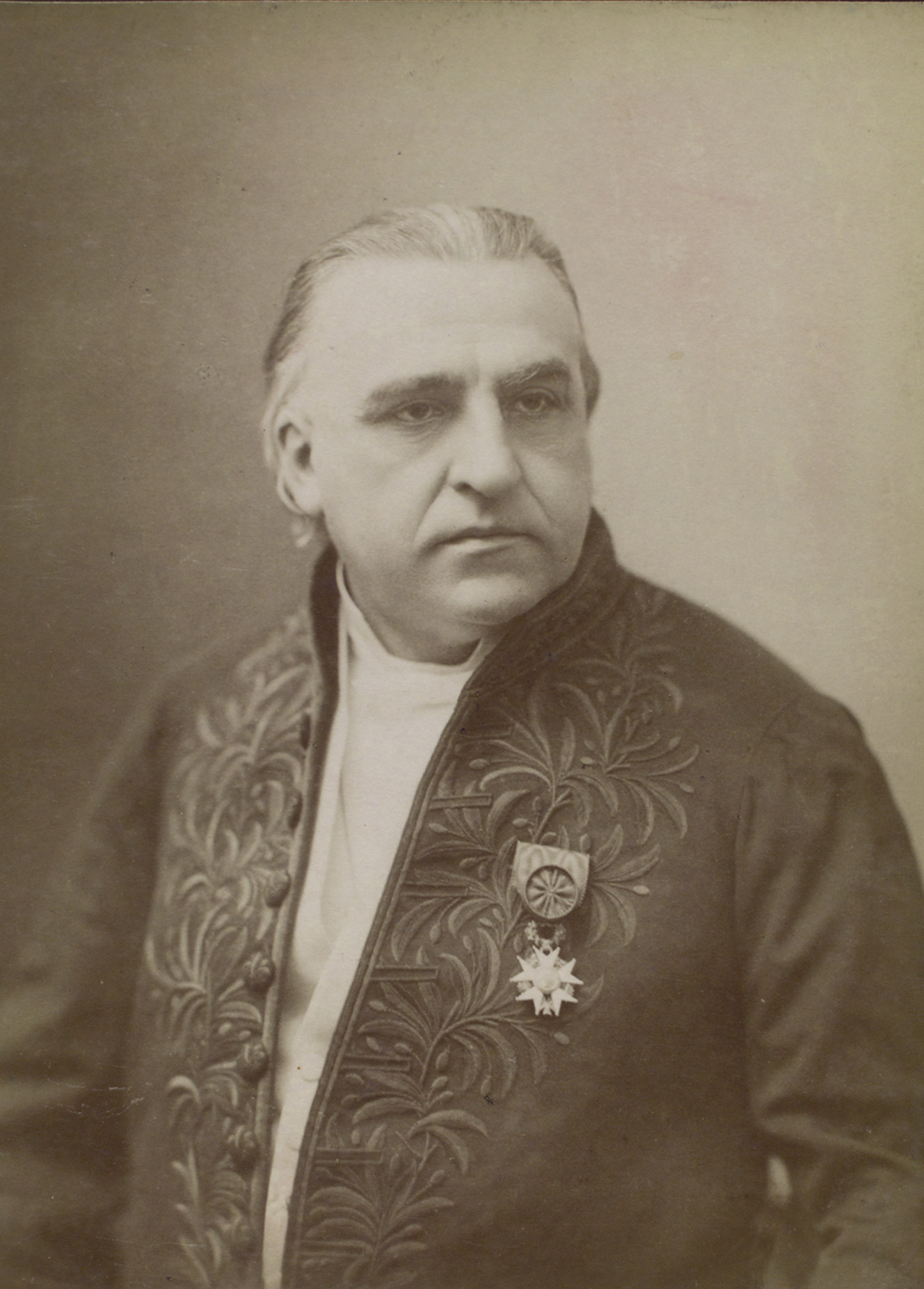
Jean-Martin Charcot.

Trabalhos estatísticos na década de 1880 inverteram a concepção de histeria. Em 1882, Jean-Martin Charcot fez um movimento “radical” ao citar a estimativa de Briquet de proporção 1:20 da incidência em homens em comparação a mulheres,:183 e incluiu uma seção para homens acometidos por histeria em seu hospital em Paris, a Salpêtrière.:25 Um estudo alemão subsequente apontou proporção de 1:10; Georges Gilles de la Tourette publicou depois estimativas de 1:2 ou 1:3; e finalmente Charcot e seu aluno Pierre Marie estudaram 704 casos de pacientes com sintomas de histeria, constatando que 525 eram do sexo masculino.:183 Logo, o Exército Francês interessou-se pelo diagnóstico e pela condição nervosa de seus soldados. Apesar da noção de soldados histéricos colidir com ideias nacionalistas e revanchistas da época, diagnósticos de histeria logo foram realizados por médicos militares.:186 A “histeria traumática” masculina, como definida por Charcot, era uma doença distinta da histeria feminina por estar ligada ao choque traumático em vez de sexualidade ou angústia emocional, mantendo-se, assim, o estereótipo de gênero no pensamento de Charcot.:26–27 Essa nova categoria englobou o que médicos britânicos e americanos entendiam como coluna ferroviária.:439
As teorias de Charcot viajaram de Paris para o leste, levadas por visitantes de seu hospital: os alemães Max Nonne e Hermann Oppenheim e o austríaco Sigmund Freud. Nonne, inicialmente cético, tornou-se eventual defensor do diagnóstico de histeria masculina ao lidar com os neuróticos produzidos pela Primeira Guerra Mundial. Oppenheim, por outro lado, criticou as teorias de Charcot e procurou distinguir “histeria traumática” de “neurose traumática”;:29 ele e seu colega Thomsen concluíram que os sintomas em seus casos de coluna ferroviária eram suficientemente diferentes dos sintomas considerados típicos de histeria, ao menos em grau.:438
Freud apresentou em 1886 um artigo sobre histeria masculina à Sociedade Imperial de Médicos em Viena.:437 Na época, a incidência de histeria “clássica” em homens era aceita pelos ouvintes de Freud, mas a variante traumática de Charcot ainda era controversa e suscitava discussões entre os médicos presentes.:438–440 Em trabalhos posteriores, Freud rejeitou a distinção de Charcot entre os dois tipos de histeria, argumentando que o trauma é a causa em ambos os sexos, embora ampliasse a definição de trauma para incluir memórias reprimidas de experiências sexuais, acreditando que recordar lembranças traumáticas poderia curar a histeria.:315 Freud chegou a diagnosticar a si mesmo e a seu irmão com histeria, mas abandonou sua própria teoria e voltou a considerar a histeria como condição do corpo feminino.:173 Seus seguidores demonstraram visão igualmente genderizada da histeria, associando-a à homossexualidade latente e ao complexo de Édipo.:324
Na Grã-Bretanha, as teorias de Charcot assumiram outro aspecto ao se sugerir que a histeria em homens era doença das “raças latinas”, das quais os anglo-saxões seriam praticamente imunes. Na Alemanha, também, a maioria da classe médica rejeitou as ideias de Charcot, e periódicos circulavam artigos que rotulavam os homens franceses como mais propensos à histeria do que os teutônicos – o que, no contexto da época, significava que eram mais fracos, menos viris e mais suscetíveis à degeneração.:201 Além dos franceses e alemães, os habitantes indígenas de várias regiões remotas, populações coloniais, judeus e (retroativamente) escravos norte-americanos da era pré-Guerra Civil foram acusados de altas taxas de incidência de histeria por médicos e antropólogos europeus e norte-americanos.:205–207

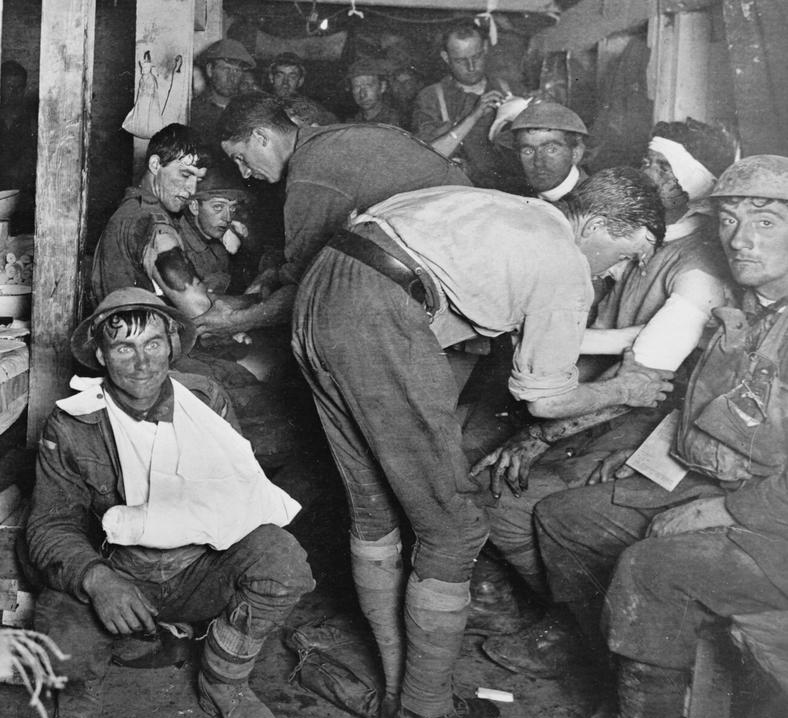
Ypres, 1917. No canto inferior esquerdo, um indivíduo com choque de trincheira.

No final do século, a histeria feminina passou a ser cada vez mais usada pela imprensa como rótulo anti-sufragista e foi alvo de críticas pelo emergente feminismo, enquanto as guerras do início do século XX trouxeram nova atenção à variante masculina. A Guerra dos Bôeres e a Guerra Russo-Japonesa produziram sintomas histéricos em veteranos em número suficiente para que, em 1907, fosse introduzido o termo “neurose de guerra” para descrever a condição específica desses soldados. Para os transtornos observados em veteranos da Primeira Guerra Mundial, surgiram termos adicionais como choque de trincheira (cunhado por Charles Samuel Myers), e (na França) as denominações *ptiáticos* e *simulateurs* foram inventadas para evitar rotular os soldados com o termo “feminil” histeria.:320–2 As pesquisas anteriores de Charcot, entretanto, foram ignoradas, e os acometidos por choque de trincheira eram vistos por seus médicos como exibindo sintomas de “impulsos femininos, [[Homossexualidade como doença|homossexuais] ou infantis”.:324

## Choque de trincheira e neurose de guerra
O choque de trincheira ou neurose de guerra são formas de histeria que se manifestaram em soldados durante o período de guerra, especialmente na Primeira Guerra Mundial. Sintomas antes considerados somáticos passaram a ser vistos sob nova ótica; tremores, paralisia, pesadelos, mutismo e apatia foram agrupados em um amplo espectro de transtorno psicológico conhecido como “neurose de guerra”.
Em 1916, 40% das baixas em áreas de combate foram diagnosticadas com choque de trincheira. Como consequência, vinte novos hospitais militares foram criados especificamente para tratar esses acometidos. Os sintomas físicos e emocionais da neurose de guerra variavam conforme a patente do soldado. Entretanto, impotência sexual decorrente de sensação de impotência era comum a todos. Alguns sintomas físicos apresentados por oficiais subalternos foram:
- paralisias e claudicações
- cegueira
- surdez
- mutismo (mais comum)
- contraturas de membros
- vômitos

Os sintomas exibidos por oficiais superiores eram mais de natureza emocional/psicológica em comparação com os soldados:
- pesadelos
- insônia
- fadiga
- tontura e desorientação
- ataques de ansiedade

A Primeira Guerra Mundial foi o primeiro conflito em que uma neurose de guerra e trauma mental se alastraram e afetaram consideravelmente os soldados. Isso pode ser atribuído à forma particular de combate – a guerra de trincheiras – que era impessoal e mantinha o soldado em constante alerta para o próximo ataque. Eric Leed escreve que a neurose de guerra resultou da quebra da relação pessoal do soldado com seu meio de combate. Rivers considerou que os homens traumatizados recorriam a comportamentos neuróticos por terem perdido seu mecanismo habitual de defesa – o combate corpo a corpo.
Era especialmente difícil para oficiais manterem os ideais britânicos de masculinidade. Esperava-se que estivessem perfeitamente vestidos, sempre motivados e ansiosos por destruir o inimigo, embora sentissem medo e desilusão como seus soldados. Não surpreende que a neurose de guerra tenha ocorrido quatro vezes mais em oficiais do que em soldados comuns. Showalter argumenta que as quebras mentais dos soldados durante a guerra foram forma de protesto contra as noções preconcebidas de masculinidade eduardiana que exigiam unificação de patriotismo e ausência de emoção.
O tratamento também dependia da patente. Soldados comuns eram submetidos a tratamentos disciplinares rápidos, enquanto oficiais superiores tinham o luxo da psicoterapia.

## Médicos importantes

### Jean-Martin Charcot
Charcot nasceu em 1825 e obteve seu doutorado em 1853 pela Universidade de Paris. Foi nomeado professor associado de medicina em 1860 e chefe de serviço hospitalar na Salpêtrière em 1862. Charcot publicou mais de sessenta relatos de casos de histeria em meninos e jovens entre 1878 e 1893. Dedicou-se a combater o estereótipo de que a histeria se manifestava em homens ricos ou homossexuais, insistindo que ocorria também em trabalhadores braçais. Acreditava que os sinais e sintomas físicos da histeria eram idênticos em ambos os sexos, mas afirmava que a condição se apresentava de forma diferente no psiquismo de homens e mulheres. O mais notável era que não atribuía fatores sexuais aos seus pacientes masculinos, permitindo-lhe diagnosticar homens com histeria ao afastar questões teóricas controversas como a sexualidade.

### W. H. R. Rivers
Rivers foi médico do Royal Army Medical Corps e foi o primeiro inglês a apoiar o trabalho de Freud na teoria psicanalítica, fundando depois a Sociedade Psicanalítica Britânica após a guerra. Foi adepto da “cura pela fala”. O tratamento de Rivers baseava-se na discussão de memórias ocultas de trauma e na análise de pesadelos de guerra. Siegfried Sassoon registrava seus sonhos para serem analisados por Rivers. Ambos, Freud e Rivers, acreditavam que abordar memórias traumáticas era o único caminho para a recuperação completa.

#### Relação com Siegfried Sassoon
Sassoon foi diagnosticado com neurose de guerra pelo conselho de revisão militar após uma declaração dramática contra a guerra em maio de 1917. Foi enviado para tratamento no Hospital de Guerra de Craiglockhart, chefiado por Rivers. É difícil saber se Sassoon realmente sofria de neurose de guerra. Rivers diagnosticou-lhe um “forte complexo anti-guerra” e tentou convencê-lo a retornar ao front insinuando que o pacifismo era antipatriótico. As interações de Sassoon com Rivers e sua poesia sugerem possível elemento homoerótico na relação médico-paciente.

#### Hospital de Guerra de Craiglockhart
O Craiglockhart foi berço de inovações na terapia psicanalítica, graças aos trabalhos de Rivers. Ao contrário de outros hospitais de choque de trincheira da época, Craiglockhart permitia que oficiais praticassem hobbies terapêuticos como escrita, esportes e fotografia. A revista do hospital, *Hydra*, oferecia visão fascinante dos pensamentos de oficiais de patentes inferiores, médicos e enfermeiros – “Em suas páginas há uma série de cartoons reveladores que retratam, entre outras coisas, os pesadelos traumáticos de quem esteve no hospital, a reputação mística de Rivers e os sentimentos mistos dos soldados ao deixarem o lugar”. O mais famoso poema anti-guerra, *Dulce et decorum est*, foi escrito no hospital em 1917 pelo renomado poeta e sofredor de neurose de guerra, Wilfred Owen.

### Lewis Yealland
Yealland, médico canadense, foi defensor agressivo do tratamento disciplinar para neurose de guerra. Atuou em Queen's Square durante a guerra, e sabe-se que ele e outros médicos torturavam pacientes para forçar sua recuperação. Foi um dos primeiros a usar eletrochoque e foi duramente criticado por isso. Na visão de Yealland, pacientes aceitavam melhor a ideia de perturbação fisiológica que poderia ser corrigida por tratamento físico como o farádico.

## Representações na cultura popular

### Regeneração, de Pat Barker
Regeneração (1991) é o primeiro de uma série de romances que trata do trauma psicológico causado pela Primeira Guerra Mundial em oficiais ingleses que lutaram na linha de frente. A trama gira em torno do personagem Siegfried Sassoon.

### Redeployment, de Phil Klay
Phil Klay, graduado em Dartmouth College e veterano do Corpo de Fuzileiros Navais dos EUA, serviu na província de Al Anbar, no Iraque, de janeiro de 2007 a fevereiro de 2008 como oficial de assuntos públicos. Redeployment (2014) é uma coletânea de contos que leva o leitor à mente de soldados no Afeganistão e daqueles que retornaram recentemente da linha de frente. O livro mostra a luta dos personagens ao lidar com culpa, desespero e medo enquanto procuram racionalizar a vida no front e em casa.